# إضراب بيني ميلز
هو إضراب عام حدث في بنغالور عام 1926 في صناعات قطن وحرير ميلز،. يعتبر الإضراب جزءًا من حركة استقلال الهند.

## الأسباب
في عام 1925، عدلت حكومة دولة ميسور قانون المصنع لعام 1914 والذي أوصى بتقليل ساعات العمل، وزيادة الأجور وتحسين ظروف العمل. وتسبب هذا بإضطراب بين عمال المصنع.